# C·T·R·威爾遜
查尔斯·汤姆森·里斯·威耳孙（1869年2月14日—1959年11月15日），英国原子物理學和核子物理學先驅，生於蘇格蘭中洛锡安郡格倫科斯。先後就學於曼徹斯特和劍橋，1925年到1934年任劍橋自然哲學教授。他以研究大氣電學而聞名，主要成就是發明雲室，用以觀察α粒子與電子的軌跡，從而進一步研究原子、粒子的交互作用。1927年他與康普頓一起分享诺贝尔物理学奖。卒於皮布爾斯郡卡洛普斯。

## 生平
1869年2月14日生于苏格兰的中洛锡安郡。1873年其父亲去世后全家搬到曼彻斯特，曾就读于曼彻斯特的格林海斯学校。
15岁进入欧文学院（现：曼彻斯特大学）学习生物，并对物理感兴趣。1888年进入剑桥大学西德尼·苏塞克斯学院，1892年毕业。后留校进行实验研究工作。1896年获得物理学博士学位。
1900年，担任剑桥大学物理学讲师和物理学演示法教学者；1913年在气象台担任气象物理观测员。1916年起，研究闪电。1918年成为大气电学的讲师。1925年委任为剑桥大学杰克逊（Jackson）讲座自然哲学教授，直到1934年退休。
1959年11月15日在苏格兰爱丁堡附近逝世。

## 云室
1896年，威耳孙发明威尔逊云室，在一个封闭容器内，输入纯净的乙醇或者甲醇蒸气，通过降低温度使蒸汽达到过饱和状态，此时如果有带电粒子射入，就会在路径上产生离子，过饱和蒸汽会以离子为核心凝结成小液滴，从而显示出粒子的径迹。
1912年，他又改进了云室，增加照相设备。
威尔逊云室对早期基本粒子的研究不可或缺，使得观察带电基本粒子或离子的运动径迹成为可能。威耳孙也因此获得了1927年诺贝尔物理学奖。

## 荣誉
- 1900年被选为皇家学会成员
- 1911年获休斯奖章
- 1920年获剑桥哲学学会的霍普金斯奖金
- 1921年获爱丁堡皇家学会的冈宁（Gunning）奖金
- 1922年获皇家奖章
- 1925年获富兰克林研究所的霍华德·波茨（Howard Potts）奖章
- 1927年与美国物理学家阿瑟·康普顿分享诺贝尔物理学奖金
- 1937年，獲英皇頒授名譽勳位